# Banco (mueble)

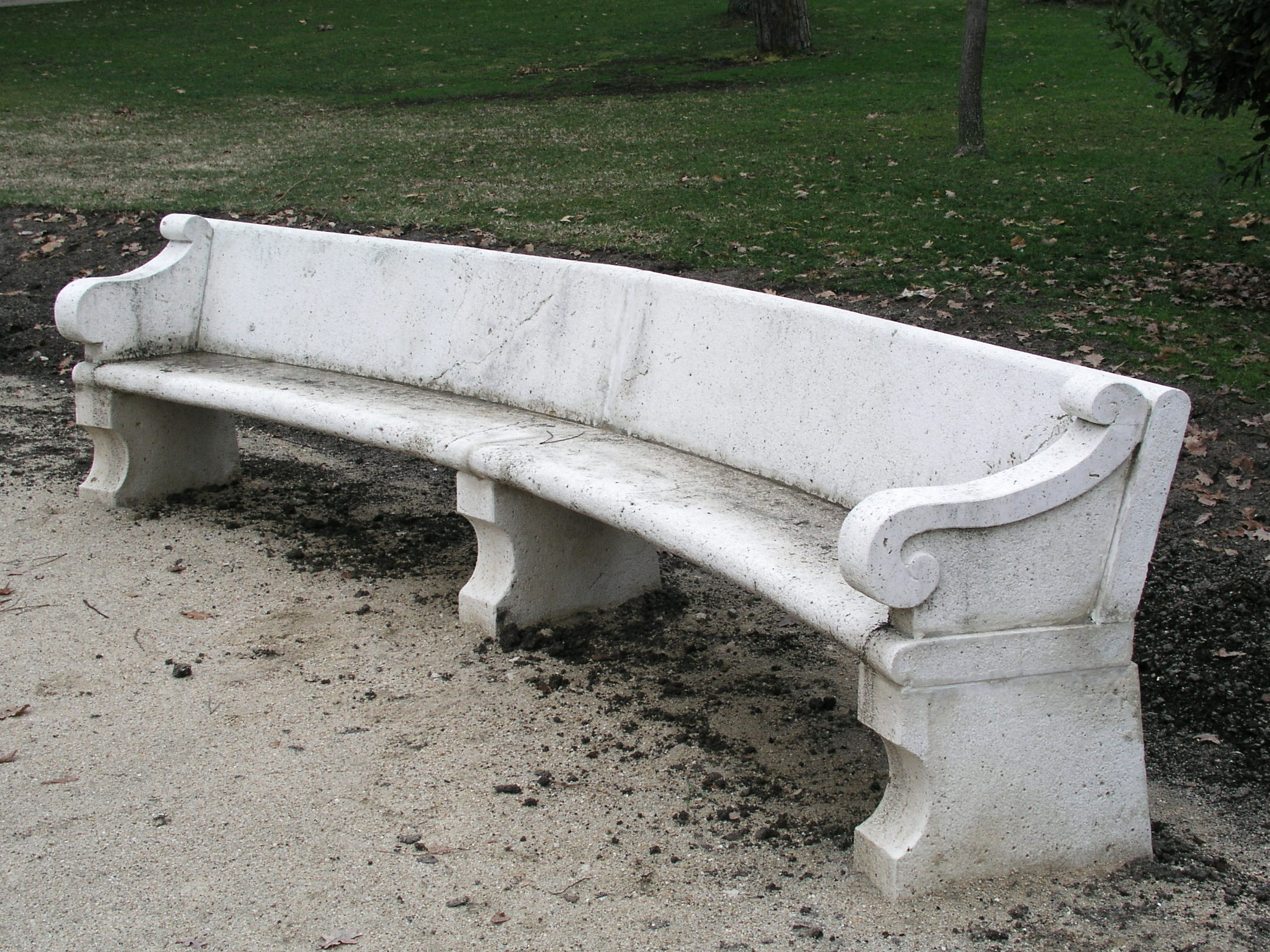
Banco de piedra urbano en un parque.

Un banco o banca es un mueble largo de estructura sencilla en el que pueden sentarse una o varias personas a la vez. La banca es de uso común en lugares públicos como parques, jardines, estaciones de tren, aeropuertos, etc. Este tipo de mobiliario urbano se construye en variados materiales como ser madera, metal, piedra, o cemento. También es el mueble por excelencia en las iglesias en donde se disponen por filas y son utilizados por los fieles durante el servicio religioso.
Cuando el banco es de materiales sencillos como yeso o piedra y se arrima a las paredes interiores o exteriores de las viviendas y edificios, se le denomina poyo.

## Historia

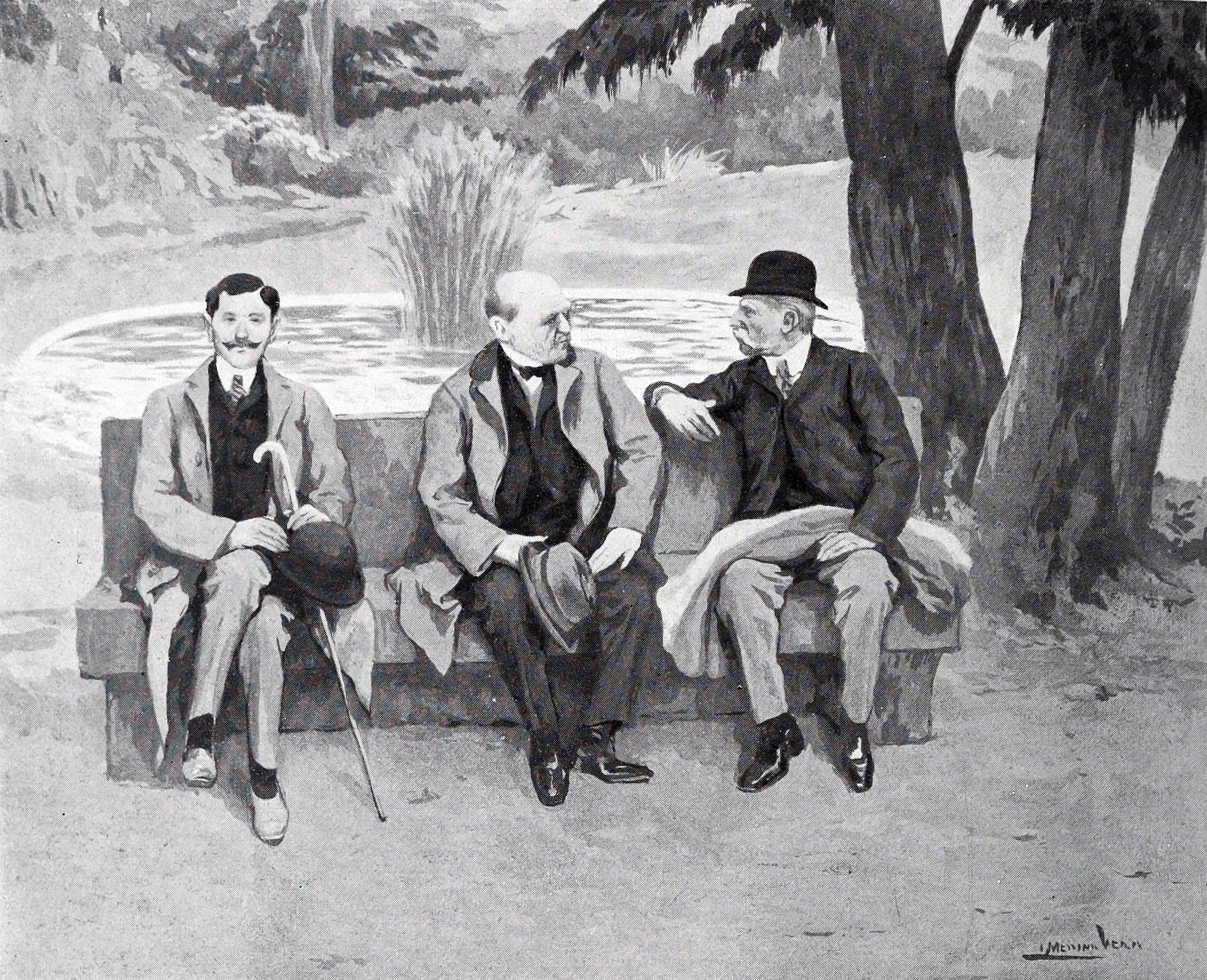
Banco ocupado por tres personas, 1908.

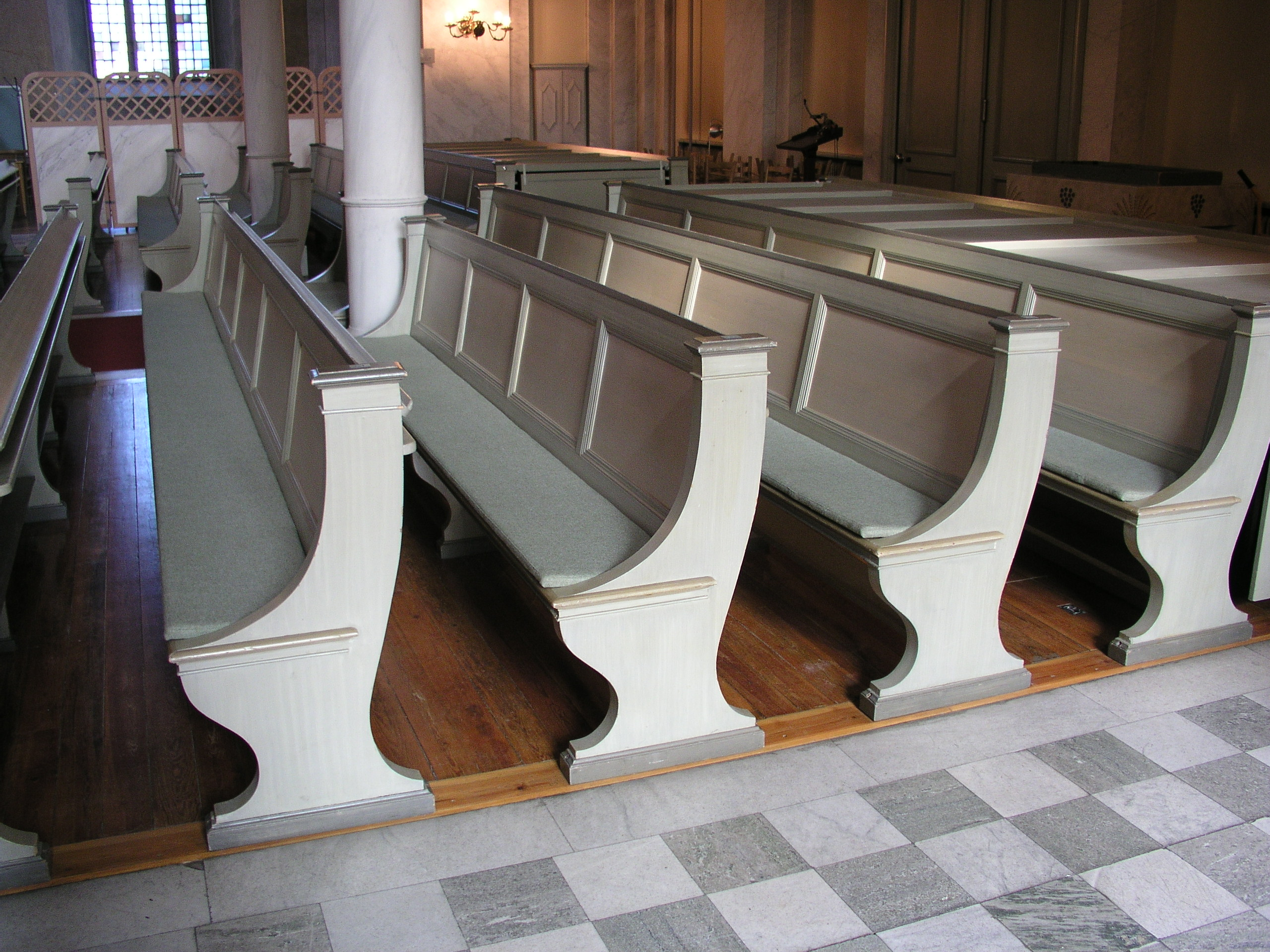
Bancos de iglesia.

El banco de piedra, unido al muro interior de algún edificio se ha encontrado en las antiguas construcciones cretenses y micénicas. Con él se formaban también los asientos dispuestos en gradas de los teatros, hipódromos, circos y edificios semejantes de la época griega y romana. Pero como verdadero mueble apenas se conoce hasta la época románica (siglo XI), pues anteriormente a ésta tan solo se conserva algún ejemplar de bronce extraído de las ruinas de Pompeya.
En la Edad Media, el banco era el único asiento además del taburete. Era móvil (significa "mueble") y seguía a sus dueños en sus desplazamientos de una vivienda a otra. Una simple bandeja con patas, servía tanto de asiento como de mesa y a menudo se cubría con alfombras. Durante la Edad Media el papel del banco lo realizaban las arcas y arcones tan comunes como muebles de habitación incluso en las salas principales. Por ello, de esa época apenas se encuentra en las viviendas y en lugares públicos.
En el periodo XI, aparecen soportes en la prolongación de los pies, y una barra para el respaldo. Luego se completa con un arcón en su base: provisto de arcón, respaldo y reposabrazos, se denomina entonces archebanc  y banco-cofre más tarde.
Hasta el siglo XIV el banco tuvo formas muy sencillas. A partir de entonces, se adorna como las sillas y a menudo se convierte en sofá añadiéndole pequeños cojines o bases acolchadas. Existen muchos bancos ornamentados del siglo XVII y XVIII que presentan escudos de armas en el respaldo. Desde el siglo XV se conoce el respaldo giratorio con el cual se aprovechaba alternativamente un lado y el otro del banco.
Mobiliario interior de madera, fue durante mucho tiempo uno de los únicos asientos con el taburete, porque la silla y el sillón aparecieron sólo en el Renacimiento que verá el nacimiento del silla con dosel luego el sillón y la silla.
Antes del XVI, no había bancos ni asientos en las iglesias. Los fieles adinerados llevaban consigo un cojín para arrodillarse, los demás permanecían de pie o se arrodillaban directamente sobre las losas.

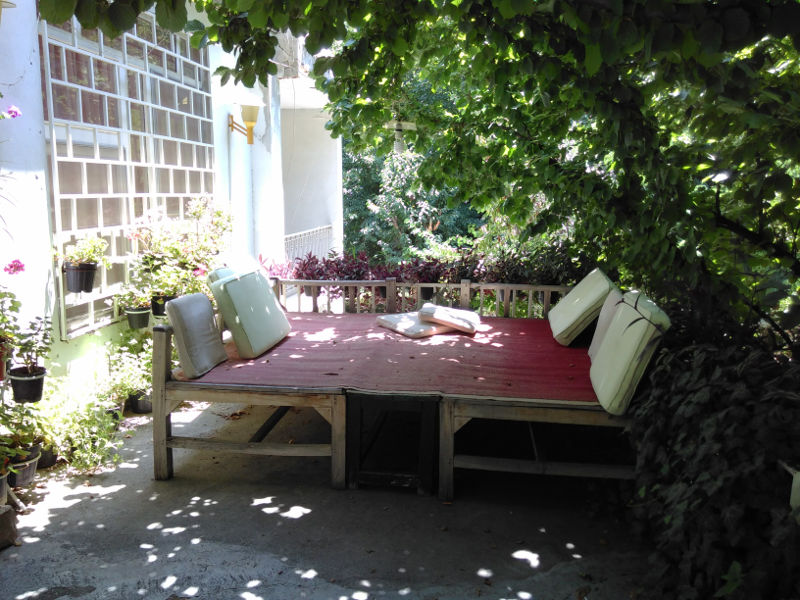
Banco (takht) persa.

## Materiales de construcción
Los bancos vienen en una variedad de materiales diferentes, pero hay algunos estándares del lugar que tienen en cuenta el uso, la durabilidad y los patrones de mantenimiento.
- Adobe: (banco) los bancos están hechos de tierra compactada a menudo combinada con un aglutinante, como la paja. Se encuentran en todo el mundo en países que utilizan técnicas de construcción con tierra o barro, tanto en exteriores como en interiores.
- Aluminio: Los bancos de aluminio se encuentran a menudo en espacios exteriores, en lugares de recreo como campos o canchas deportivas y como complemento a los sistemas de gradas. El material permite un banco ligero y sin corrosión, por lo que es una opción portátil y económica para entornos de interior o exterior.
- Hierro fundido: los primeros bancos de exterior se fabricaban con hierro fundido, entre ellos los primeros de América fueron producidos por la fundición de hierro Janes, Beebe & Co a mediados del siglo XIX.
- Hormigón: Los bancos de hormigón son muy pesados y constituyen un mobiliario más permanente. Suelen instalarse en instalaciones que no se espera que cambien o transiten con frecuencia, si es que lo hacen, como las bases militares, los parques estatales y los edificios oficiales. El hormigón es muy duradero, por lo que es apropiado para cualquier clima. El hormigón puede estar compuesto de muchos materiales diferentes para dar a los bancos distintos acentos, según su composición.
- Fibra de vidrio: La fibra de vidrio es un material versátil, por lo que los bancos de fibra de vidrio pueden venir en una variedad de diseños y acabados o colores. El material es estupendo para su uso en interiores o exteriores porque no se corroe ni se oxida, es de muy bajo mantenimiento y se puede fabricar para complementar cualquier instalación. Los lugares más comunes donde se instalan los bancos de fibra de vidrio son los patios de comidas, los restaurantes y los edificios de oficinas.
- Acero con recubrimiento de polvo: Los bancos de acero con recubrimiento de polvo se encuentran a menudo en las entradas de diferentes lugares, como centros comerciales, instalaciones médicas y clubes de campo. Aunque el recubrimiento en polvo es un acabado común en muchos muebles de sitios comerciales, a menudo se presenta en los bancos de metal para correas debido a sus cualidades anticorrosivas y su capacidad para adherirse fuertemente a las construcciones de acero de alta resistencia. Los bancos con recubrimiento de polvo también están disponibles en una gran variedad de colores y diseños, desde los clásicos bancos de correas metálicas hasta diseños extremadamente complejos.
- Plástico reciclado: Los bancos de plástico reciclado son de bajo mantenimiento, están disponibles en una gran variedad de colores y estilos, y son apropiados para cualquier entorno, incluyendo las instalaciones salinas y junto al mar, típicamente corrosivas. Los componentes de plástico reciclado pueden variar según el fabricante, pero es habitual que un alto porcentaje sea material postconsumo y contribuya a la certificación LEED. Por estas razones, es habitual encontrarlos en una amplia gama de lugares, como centros de convenciones, edificios de oficinas, universidades, centros comerciales, escuelas y estadios.
- Termoplástico: El termoplástico es un revestimiento ecológico para los bancos de metal. Los bancos de termoplástico son muy comunes y se encuentran en instalaciones que van desde escuelas, parques, espacios recreativos y edificios de oficinas. El material en sí es resistente a los grafitis y fácilmente reparable, a diferencia de otros revestimientos metálicos y, con una capa completa, ayudará a que un banco metálico resista una gran variedad de climas. Hay un sinfín de opciones de color y seis estilos diferentes de patrones comunes: metal expandido, metal perforado, estilo correa, alambre soldado, patrón de diamante y estilo varilla. El metal expandido se ve a menudo en entornos de parques informales, con un aspecto de celosía, mientras que el estilo de correa puede aparecer comúnmente al lado del camino o embelleciendo una acera.
- Madera: Los bancos de madera son una opción que requiere mucho mantenimiento, ya que hay que tratarlos regularmente con un repelente de insectos o recubrirlos con poliuretano o un revestimiento similar para maximizar la vida útil del material. Suelen encontrarse a lo largo de senderos y parques estatales, mientras que los productos de madera de alta calidad, como la teca, la secoya y la caoba, suelen encontrarse en líneas de mobiliario residencial, centros turísticos y restaurantes. Otros materiales de mobiliario de madera habituales son el roble y el pino amarillo del sur.

## Uso
Hay varias formas de utilizar un banco. El uso estándar implica sentarse en el asiento mirando en una dirección perpendicular al eje largo del banco. Si hay respaldo, esta dirección debe estar alejada del mismo. Algunas otras son:
- Posición elevada. Aquí, uno se sienta en el respaldo (que debe estar presente).
- Posición supina.
- Posición de soñar despierto. Aquí, uno se tumba en el suelo y apoya los pies en el asiento.
- Posición baja. Aquí, uno se sienta en el suelo y apoya la espalda en el asiento.
- Posición invertida. Aquí, uno se sienta en el asiento mirando hacia el lado que contiene el respaldo (que debe estar presente).
- Posición lateral. Se sienta en el asiento mirando en paralelo al eje longitudinal del banco. Las piernas se sitúan en lados opuestos del banco. Este uso es más común en bancos sin respaldo.

Hombre utilizando un banco en diversas posiciones en Central Park
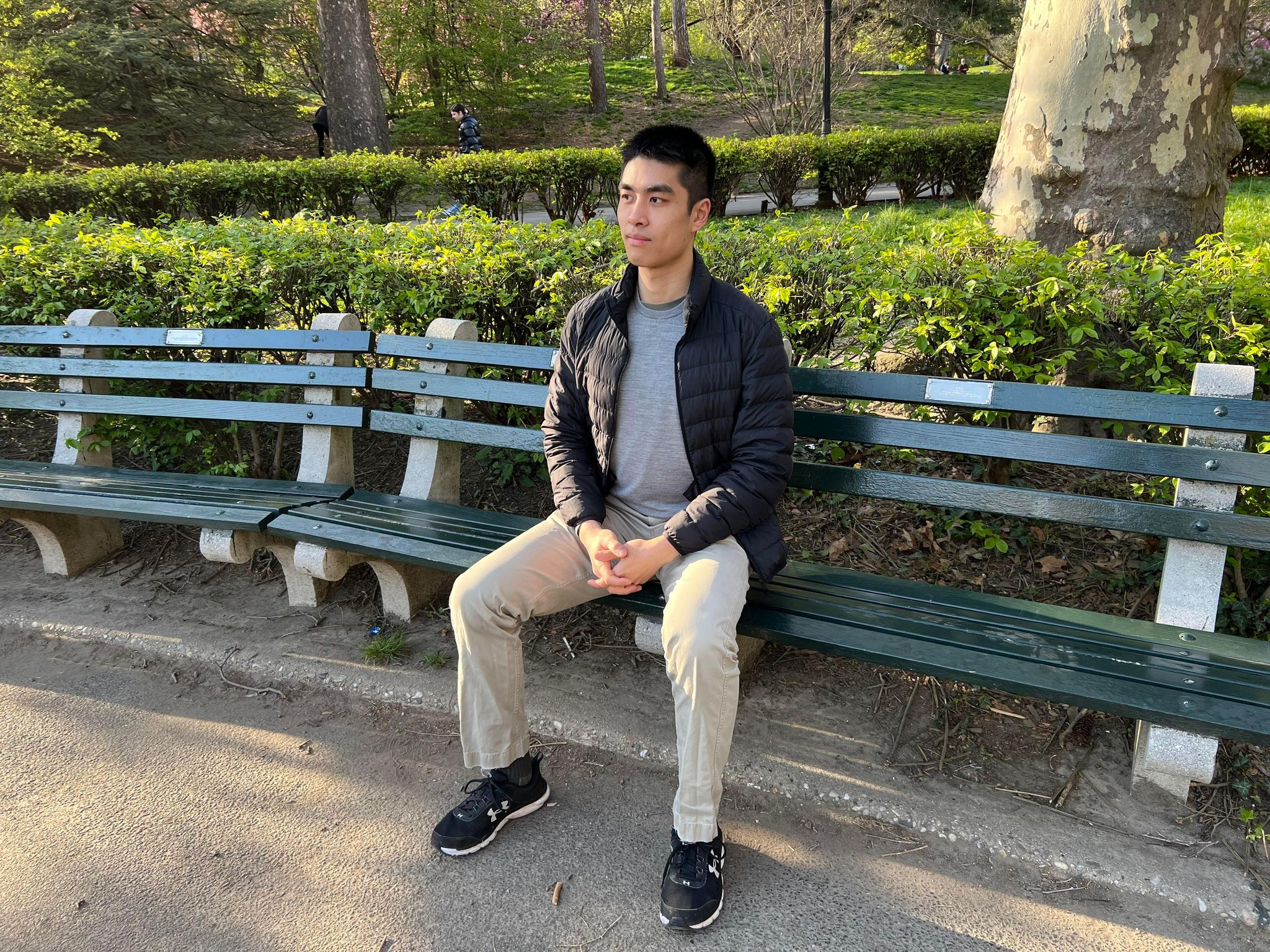
Posición estándar
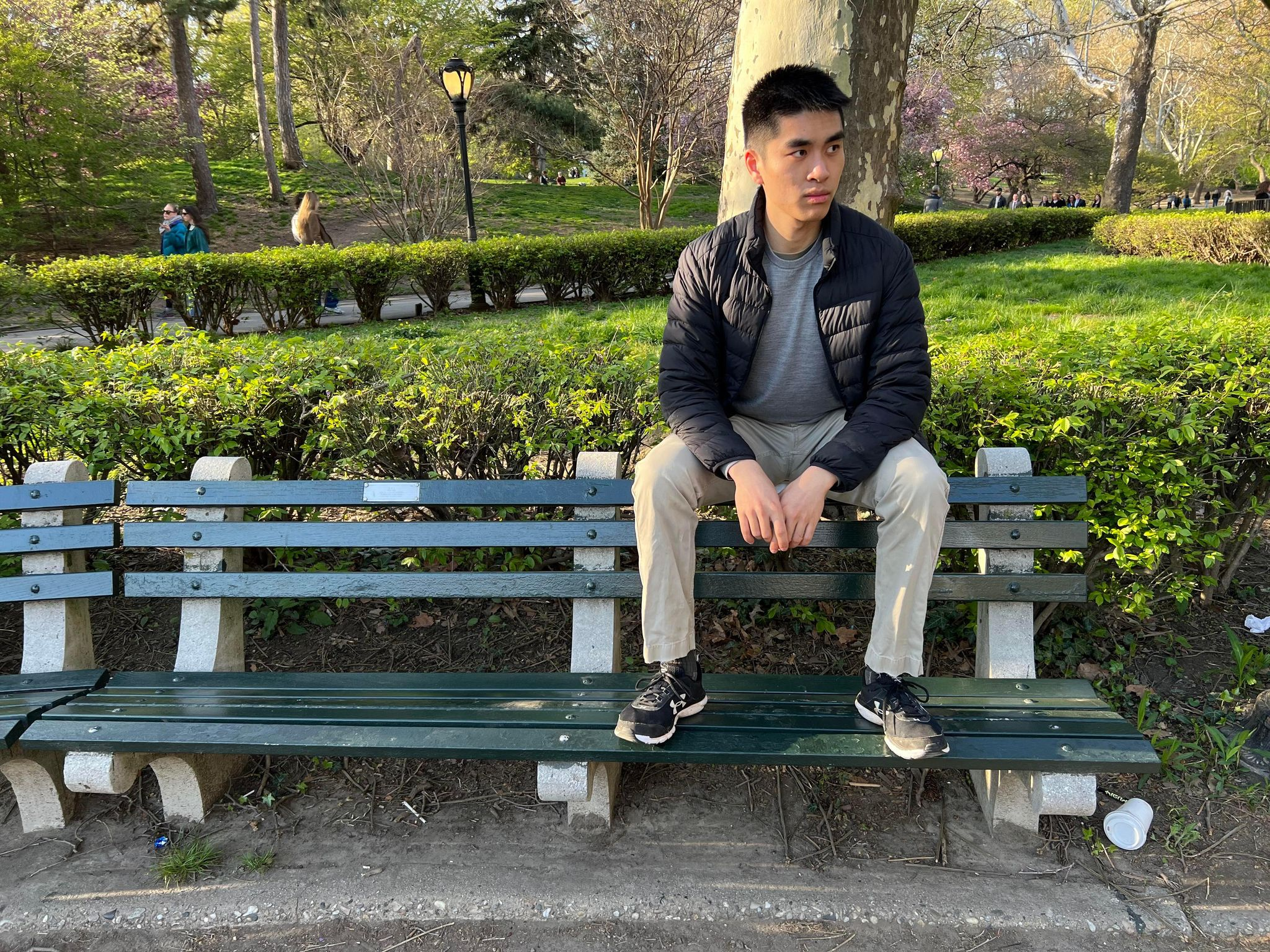
Posición elevada
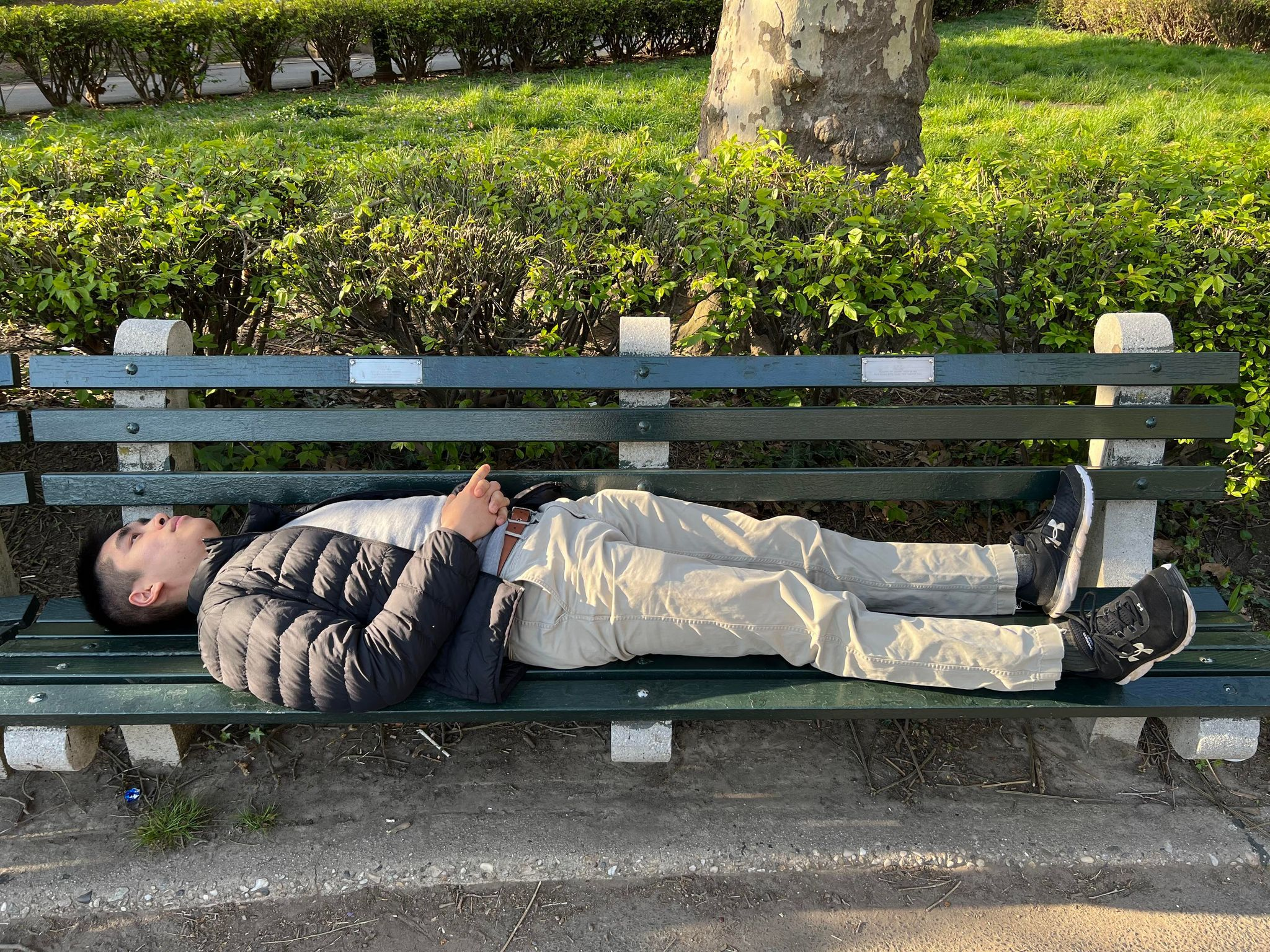
Posición supina
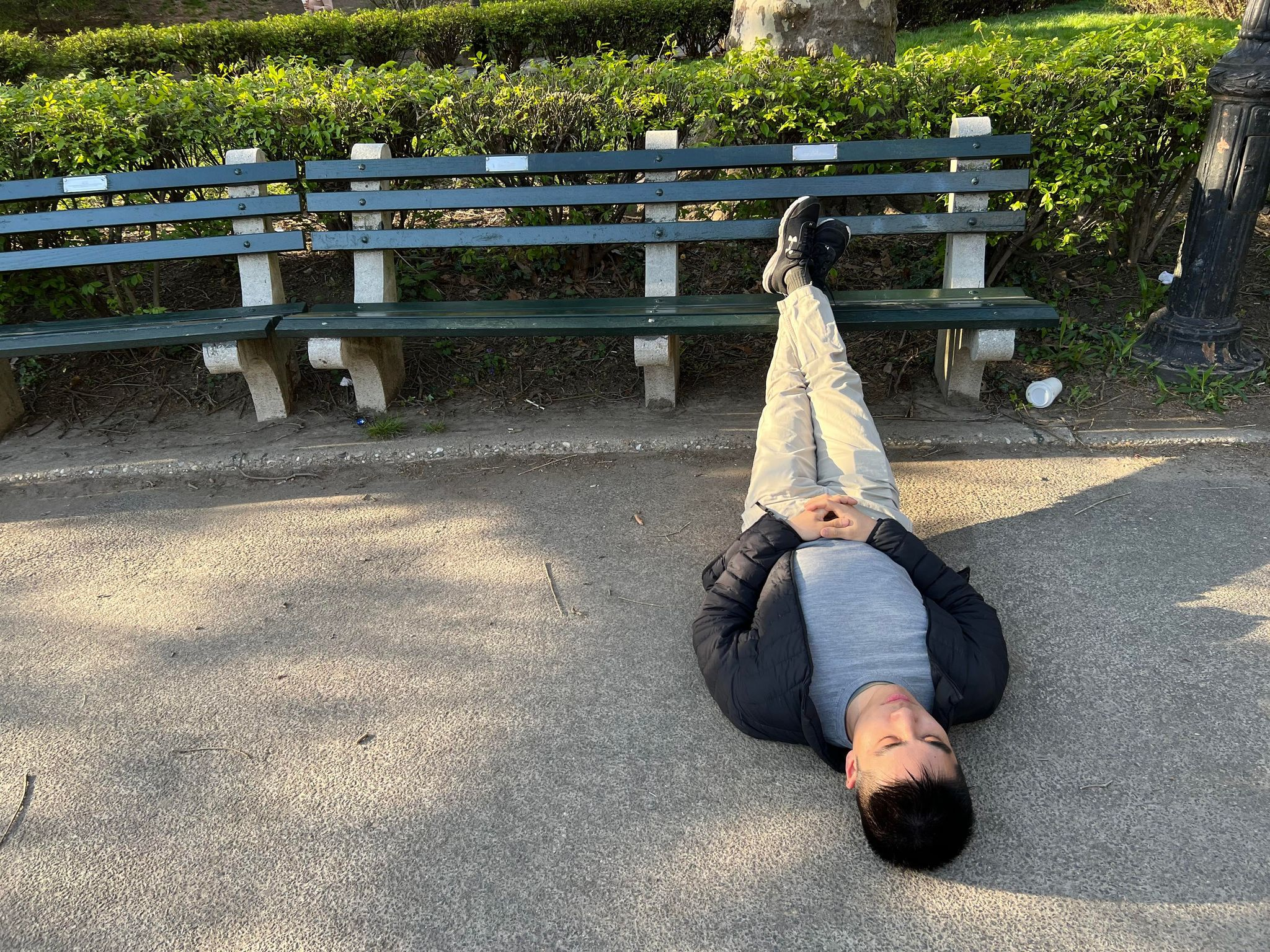
Posición de soñar despierto
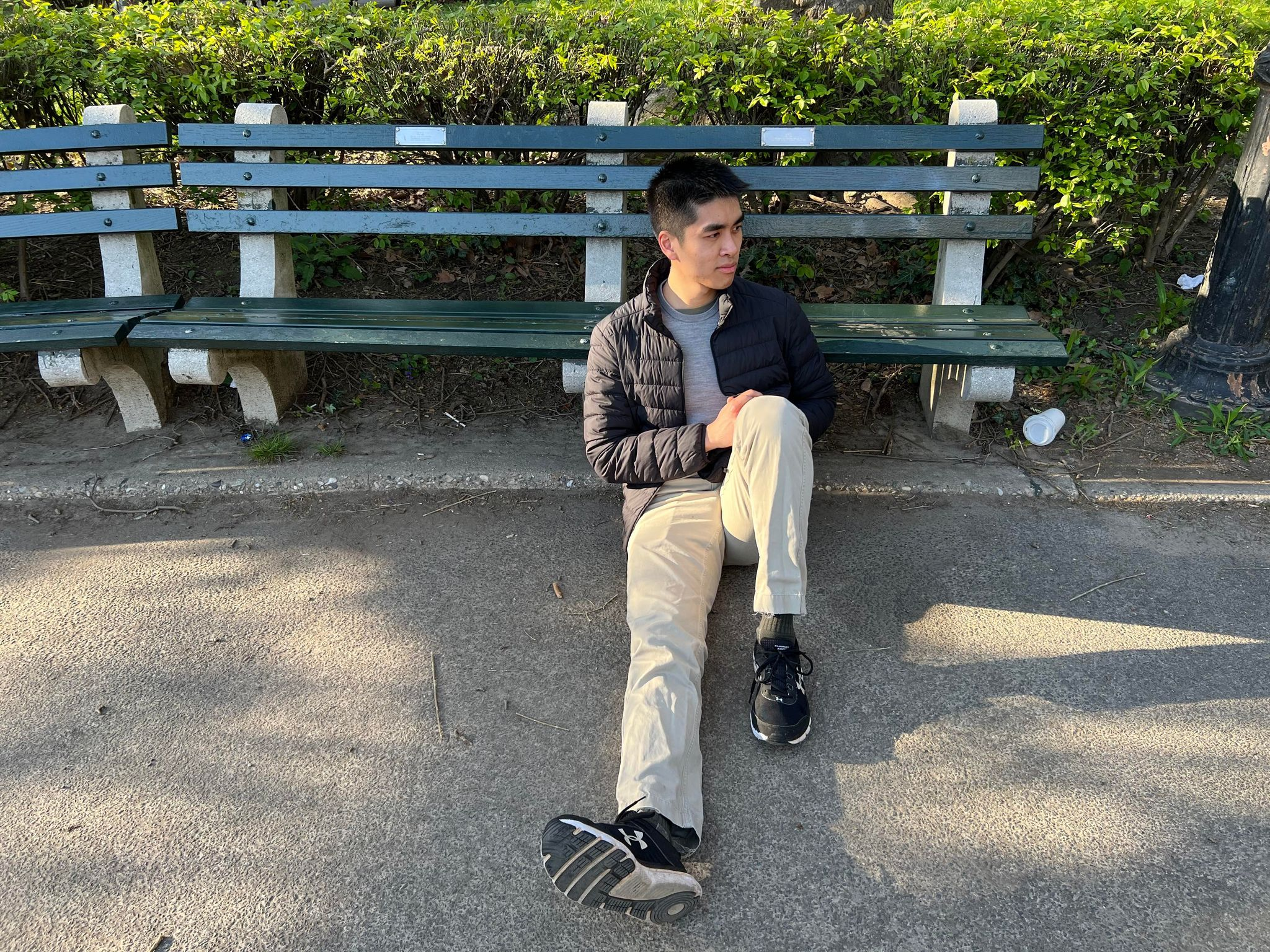
Posición baja
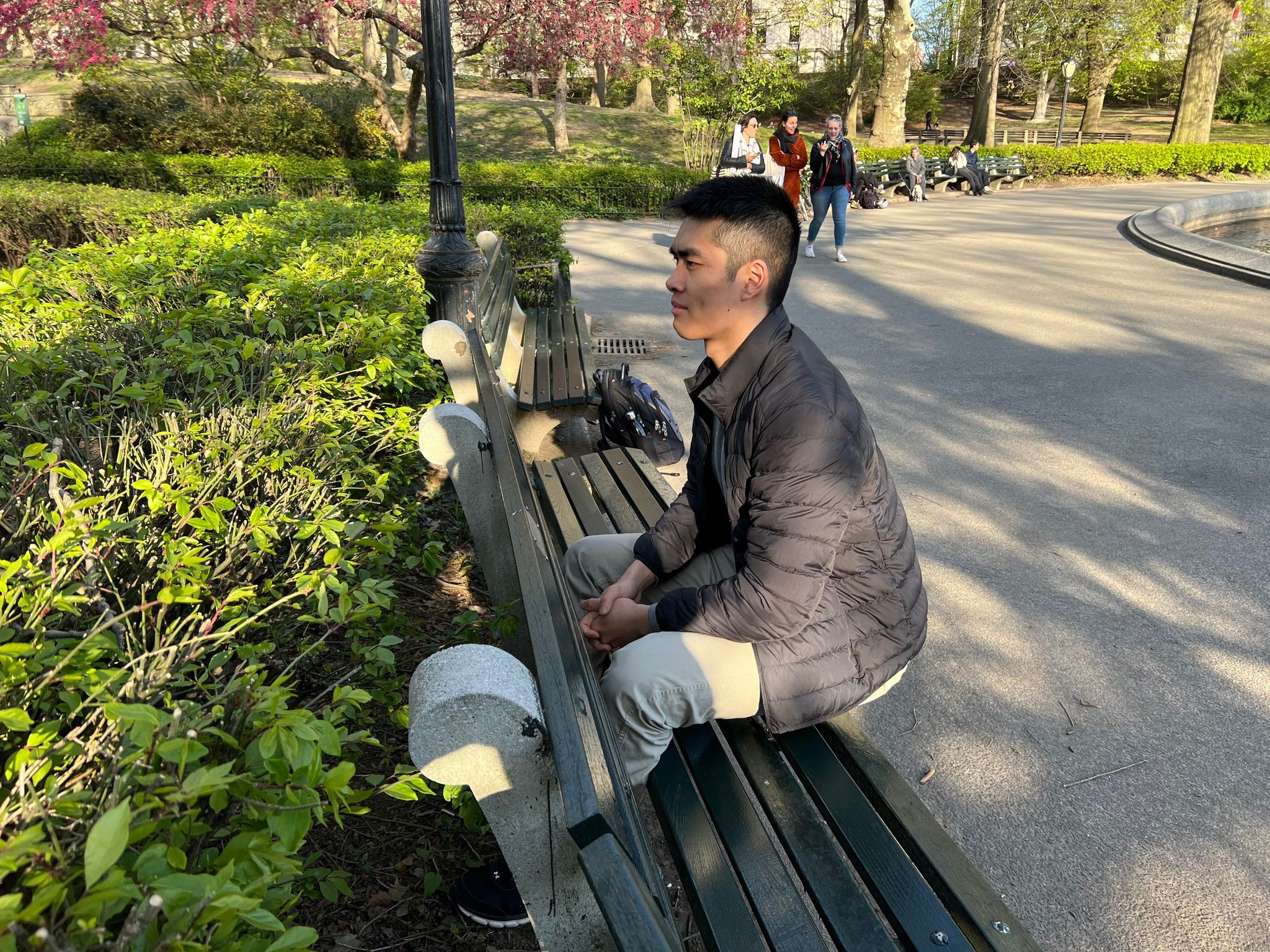
Posición invertida
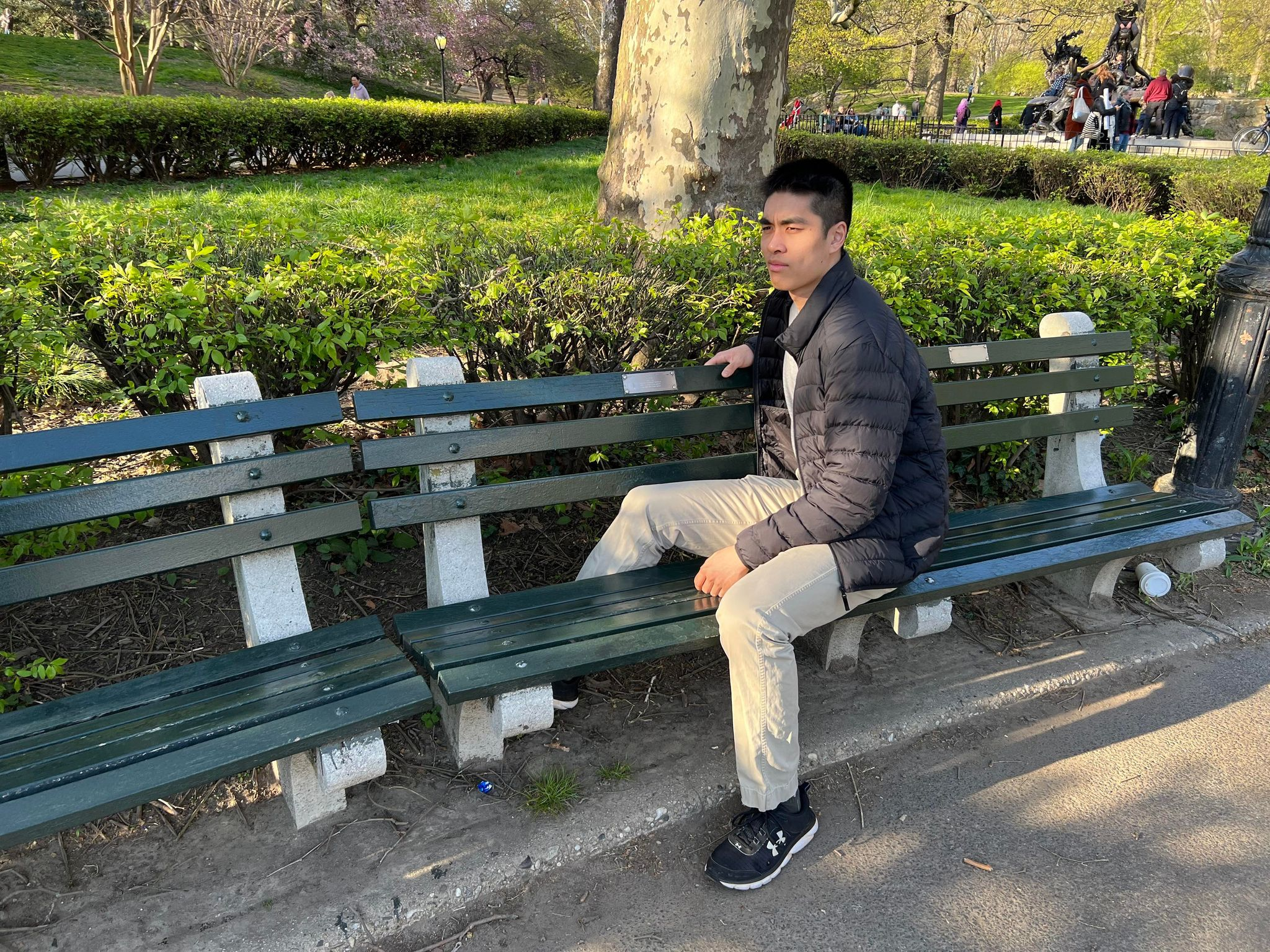
Posición lateral

## Bancos públicos anti personas sin hogar

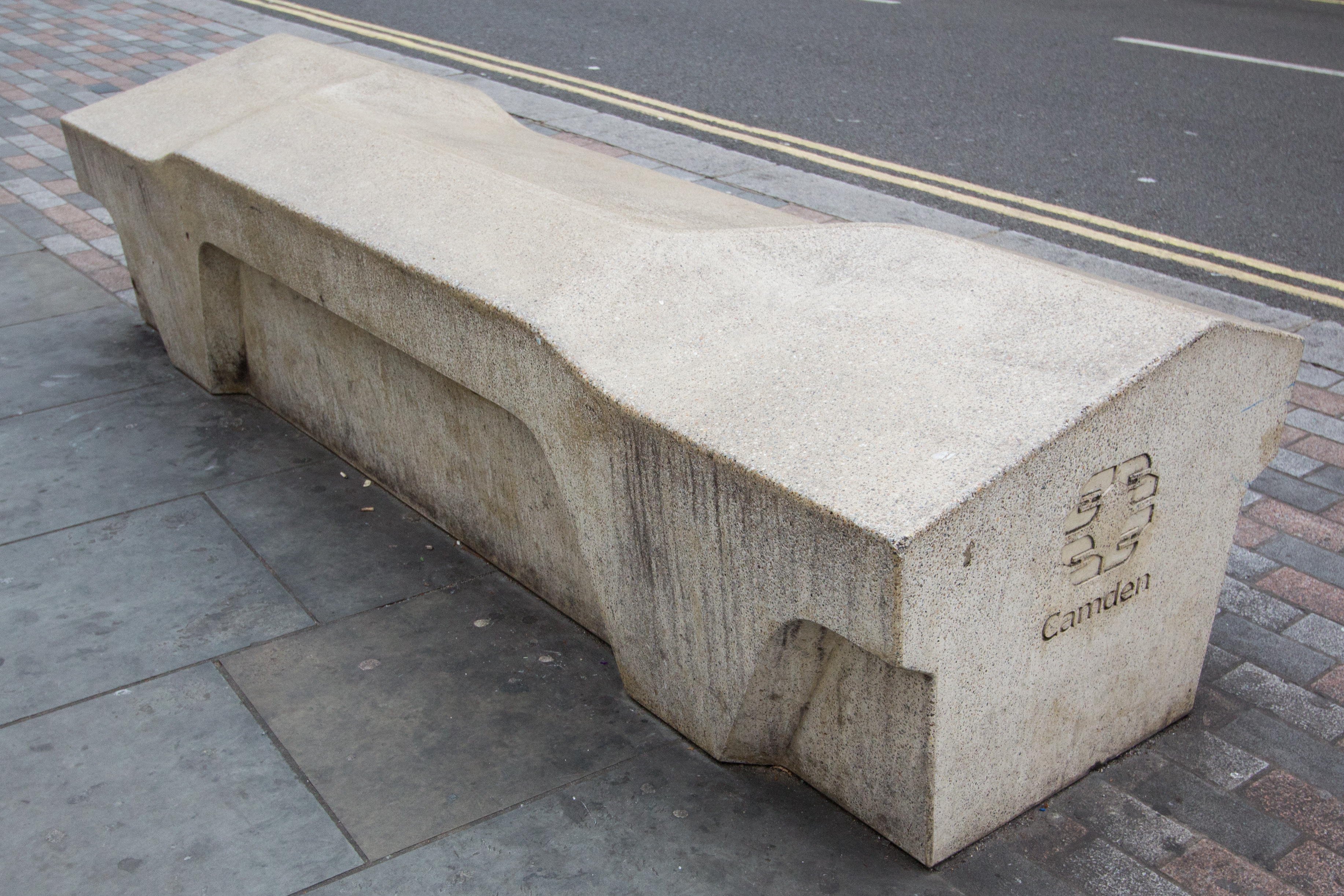
Un banco de tipo Camden en Londres. Diseñado para disuadir a la gente de "dormir en él, ensuciarlo, montar en monopatín, hacer grafitis, traficar y robar".

Se han instalado en muchas ciudades  de todo el mundo bancos públicos diseñados para evitar que la gente se recueste en ellos. El banco Camden en Londres recibió críticas por ser un excelente ejemplo de una tendencia más amplia de diseño urbano que está en contra de las personas sin hogar, conocida como "arquitectura hostil". Los críticos afirman que es un símbolo de una sociedad en la que se ha restringido la libertad en el espacio público y se ha hecho imposible la desviación de las formas aceptadas de comportamiento. El estilo del banco se puede relacionar con "Trucos secretos de diseño urbano para manipular tu comportamiento",  que se relaciona con la idea de que las cosas pueden diseñarse para fomentar un tipo de comportamiento sin que sea obvio o feo. Otro diseño común de este tipo de diseño urbano son las modestas "orejas de cerdo", que se colocan en las paredes y los bancos.

## Ejemplos de bancos

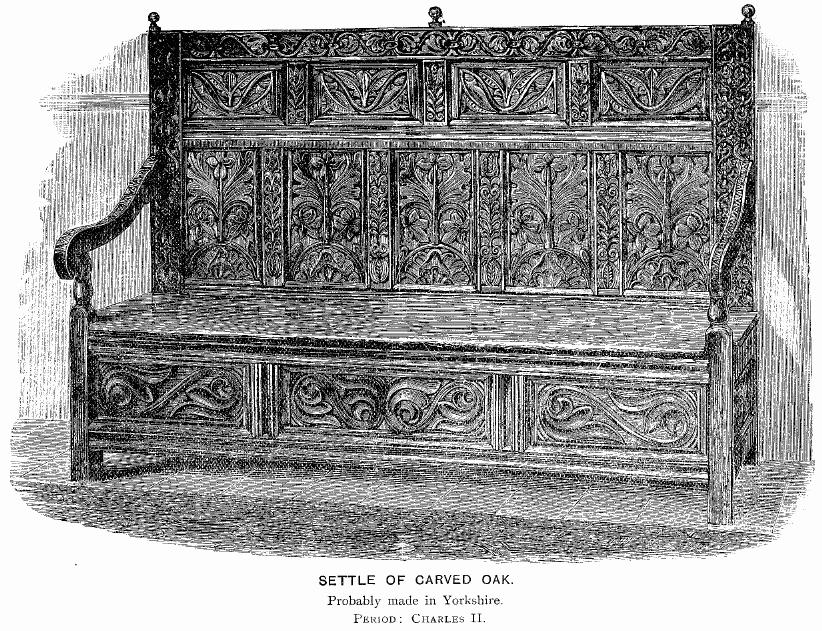
Banco-baúl de la época de Carlos II de Inglaterra.
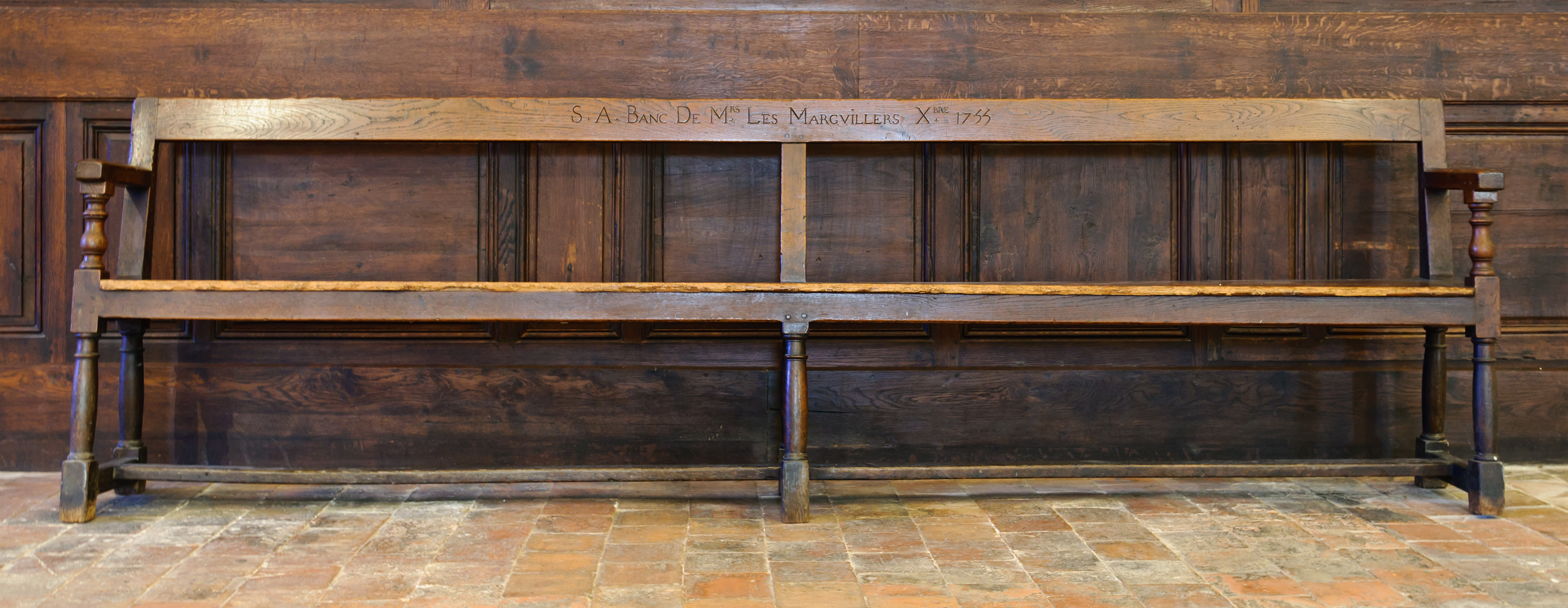
Banco de los Marguilliers (1755), Iglesia Saint-Ayoul de Provins (Seine-et-Marne, Francia).
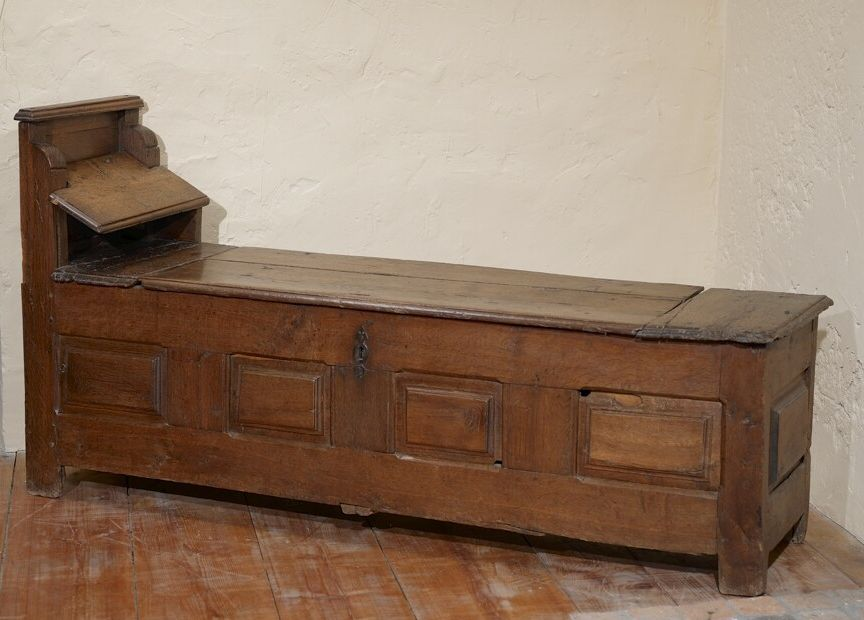
Arquebanco de Haute-Marne/Haute-Saône, siglo XVIII, Colección de los Musées départementaux de la Haute-Saône.
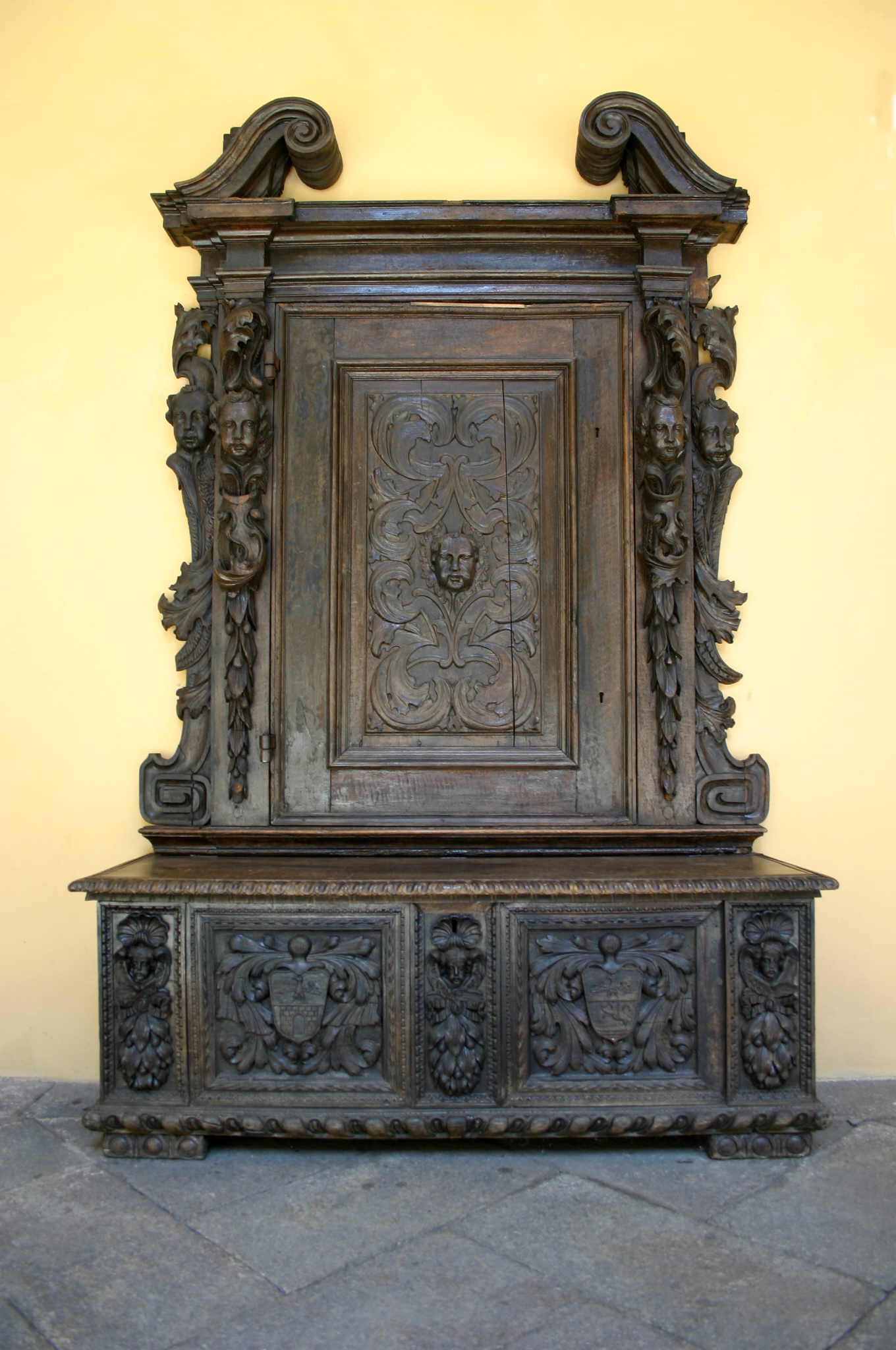
Banco barroco en el  palazzo Annoni de Milán.
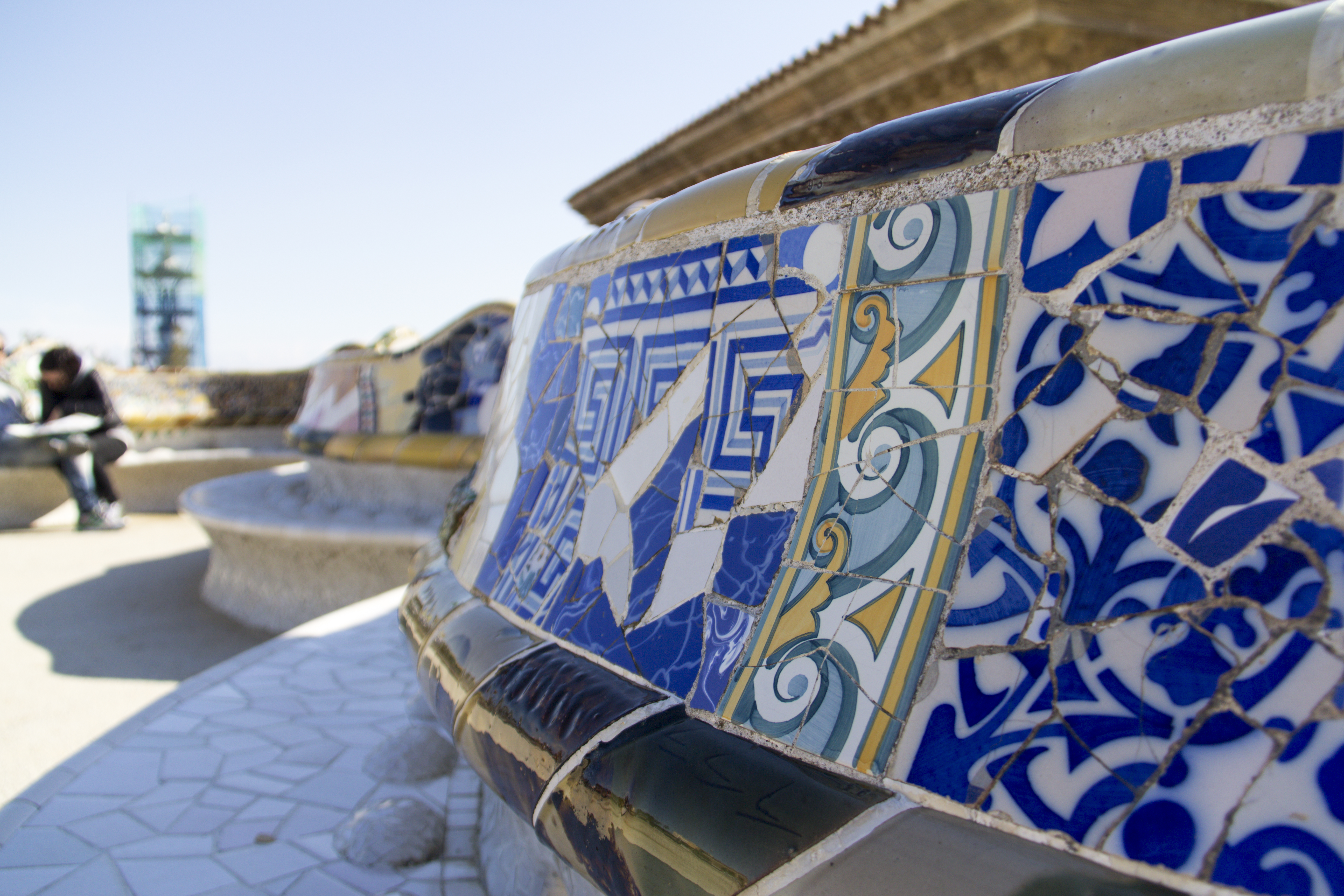
Banco en el parque Güell, Barcelona
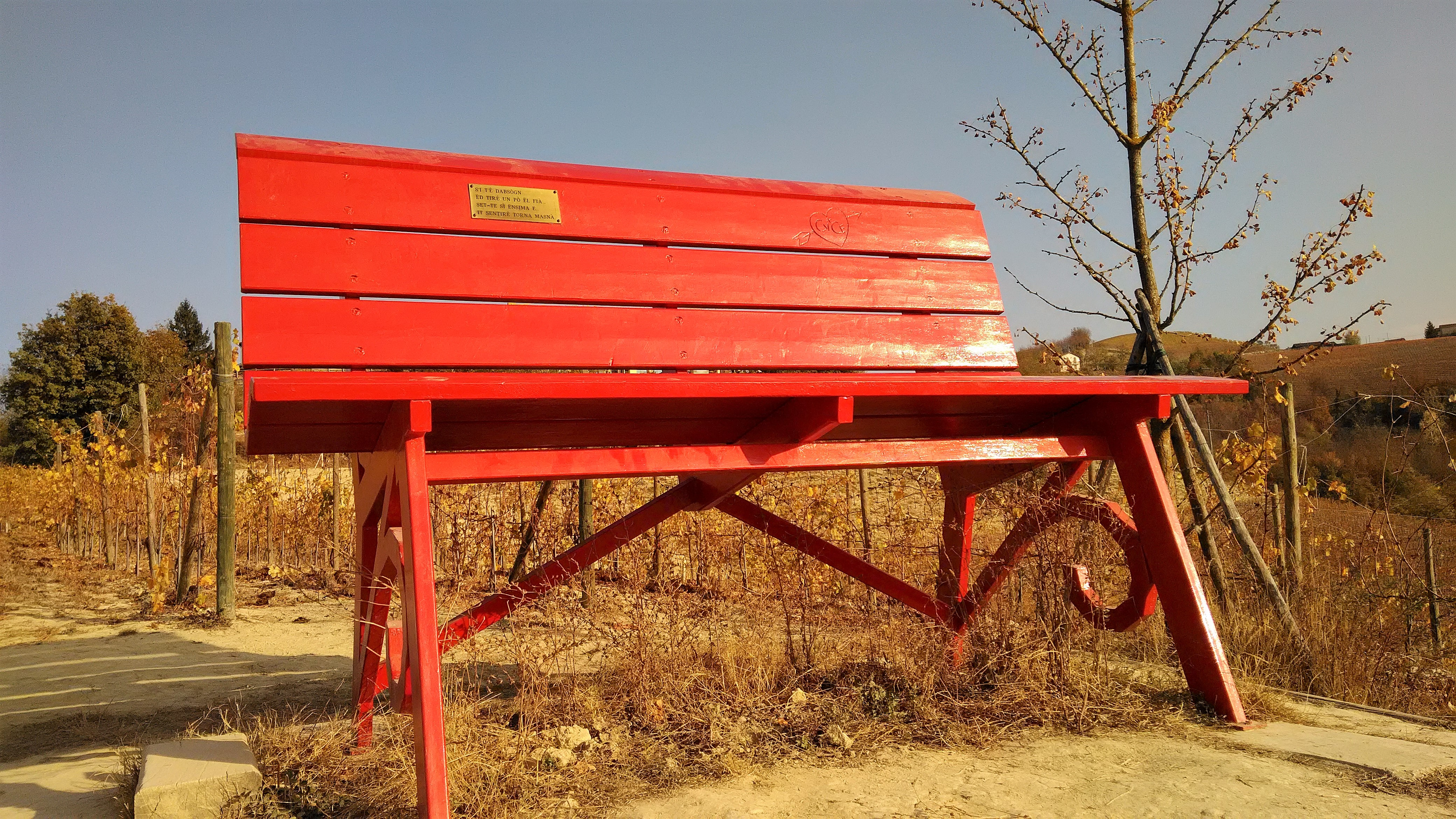
Banco gigante en Clavesana, en otoño
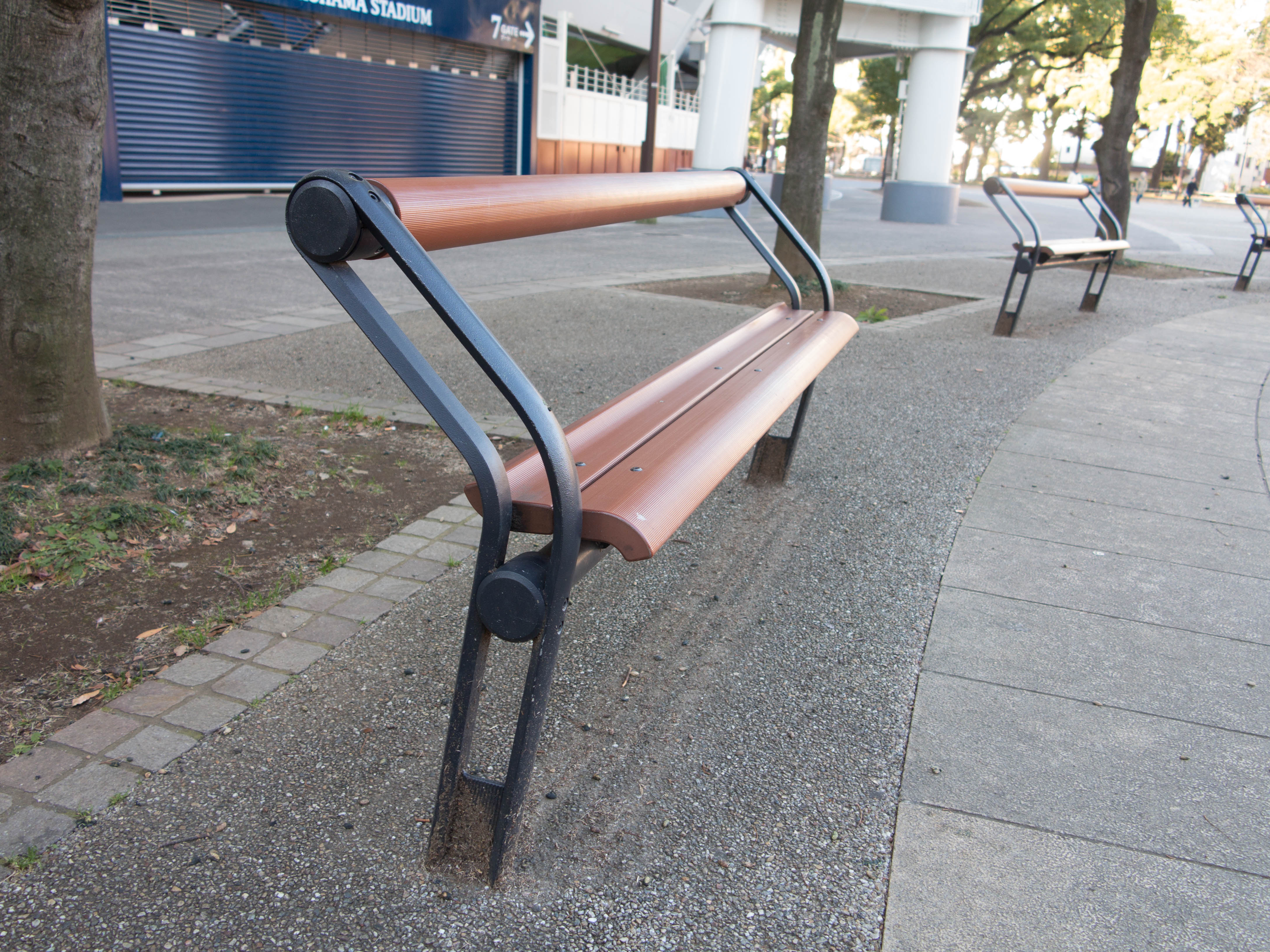
Un banco isquiático en Japón. Este tipo de bancos, de mayor altura, permite apoyarse y descansar sobre él sin necesidad de sentarse

## Véase también

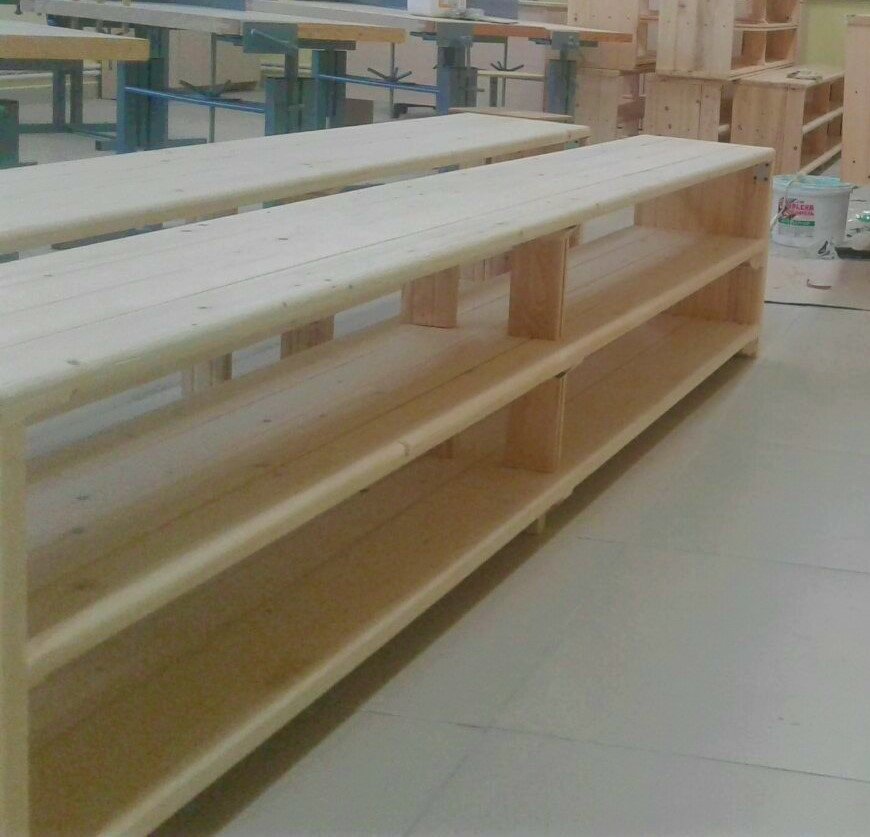
Fabricación de bancos en un taller de carpintería.